# Belize City

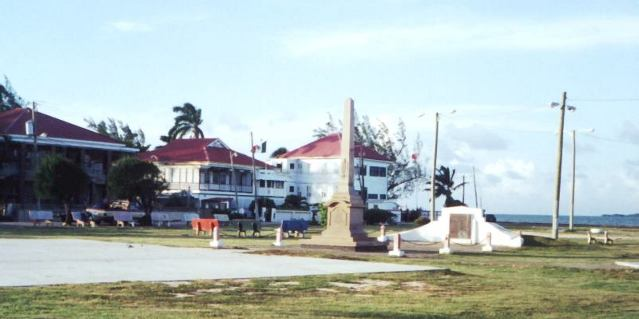
Memorial Park, Belize City

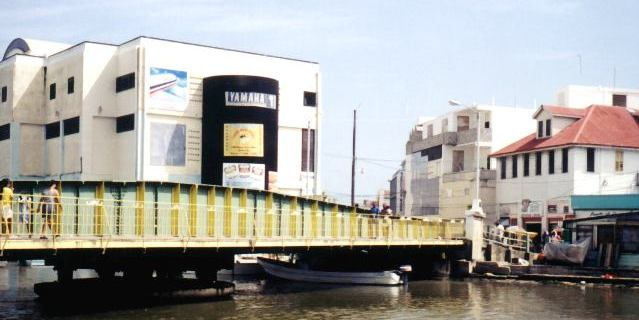
Most obrotowy, Belize City

Belize City – największe miasto Belize, historyczna stolica tego kraju, położone u ujścia rzeki Belize do Morza Karaibskiego. Główny port morski kraju. 
Według danych ze spisu ludności w 2010 roku miasto liczyło 57 169 mieszkańców – 27 655 mężczyzn i 29 514 kobiet.
Belize City było stolicą Hondurasu Brytyjskiego do 1970 roku, kiedy brytyjski rząd kolonialny przeniósł się do nowej stolicy Belmopan. Obecnie Belize City jest stolicą dystryktu Belize.
Miasto zostało założone w XVII wieku przez Brytyjczyków jako Belize Town. Znajduje się w nim Biblioteka Narodowa Belize. W roku 1961 zostało zniszczone w wyniku przejścia huraganu.

## Miasta partnerskie
- Ann Arbor, Stany Zjednoczone
 Kaohsiung, Tajwan